# Oliarus morobensis
Oliarus morobensis är en insektsart som beskrevs av Van Stalle 1989. Oliarus morobensis ingår i släktet Oliarus och familjen kilstritar. Inga underarter finns listade i Catalogue of Life.